# Нарцисс I Єрусалимський
Святий Нарцис Єрусалимський (бл. 99 — бл. 216 рік) — ранній патріарх Єрусалиму. Його шанують як святого як західна, так і східна церкви. У римо-католицькій церкві його свято відзначають 29 жовтня, а в східній православній церкві — 7 серпня.

## Біографія
Зроблено висновок, що середнє правління єрусалимських єпископів було коротким, про що свідчать єпископські правління тих, хто слідував за святим Симеоном, другим єрусалимським єпископом, який був замучений у 117 році імператором Траяном. За грецьким походженням, традиція стверджує, що Нарцис народився в 99 році і мав принаймні 80 років, коли він став 30-м єпископом єрусалимського єпископа Кесарії в Палестині, очолюваний собором, який проводили єпископи Палестини в Кесарії, і було постановлено, що Великдень завжди святкується в неділю, а не з єврейською Пасхою. За словами Євсевія, єпископ здійснив багато чудес. Одне визначне чудо, як свідчив Євсевій, сталося під час Пасхальної вігілії, коли Нарцис перетворив воду на олію, щоб забезпечити всі лампи церкви.
Нарцис був предметом кількох серйозних звинувачень, зроблених членами християнської спільноти, але вони виявилися неправдивими. Він  покинув Єрусалим і кілька років прожив у самоті.
Три єпископи керували Єрусалимським Престолом під час його відсутності. Після повернення до Єрусалиму люди одноголосно розшукали його й попросили відновити єпископські обов’язки. Це він і зробив, але через свій високий вік і важкість своїх обов’язків зробив святого Олександра своїм єпископом-коад’ютором. Святий Нарцис продовжував служити своїй пастві та іншим церквам за межами його юрисдикції своєю постійною молитвою та закликами до вірних до єдності та миру. 